# Balettprimadonnan
Balettprimadonnan es una película muda sueca estrenada en 1916. Es una película dramática en tres actos dirigida por Mauritz Stiller. Está protagonizada por Jenny Hasselquist, Jenny Tschernichin-Larsson, Richard Lund y Lars Hanson.

## Trama
El músico Wolo está enamorado de la hermosa campesina Anjuta. Su madrastra, que dirige un restaurante de arce, la obliga a bailar para los invitados borrachos del restaurante. Wolo, que ve a Anjuta bailar, intenta persuadir a la madrastra para que permita a Anjuta se entrene como bailarina. Anjuta realiza un brillante examen de ingreso a la escuela de ballet con Wolo como acompañante. Para separar a Anjuta y Wolo, el Conde Orsky ofrece pagar la formación de Wolo como violinista en el extranjero.

## Acerca de la película
La película se estrenó el 14 de noviembre de 1916 en el Paladsteatern de Copenhague, Dinamarca. Su estreno en Suecia fue el 20 de noviembre de 1916 en la sala de cine Röda Kvarn, situada en la calle de Biblioteksgatan en Estocolmo.
Se rodó en el estudio de la Svenska Biografteatern en Lidingö con algunas tomas filmadas en el escenario y en el vestíbulo superior del Röda Kvarn. Los exteriores fueron rodados en la Real Academia de las Ciencias de Suecia en Frescati (afueras de Estocolmo) y en la Mölna gård en Lidingö. La dirección de fotografía estuvo a cargo de Julius Jaenzon.
Además de Dinamarca, donde se estrenó la película, también fue exhibida en Noruega, Finlandia, Reino Unido, Holanda, Francia, Suiza, España, Alemania, Austria, Hungría, Rusia, Balcanes, Argentina, Brasil, Chile, Cuba y los Estados Unidos.
Dos copias de la película enviadas por barco a Inglaterra desaparecieron cuando el barco fue torpedeado y hundido en el otoño de 1917.

## Reparto
- Jenny Hasselquist – Anjuta Jankin, bailarina
- Lars Hanson – Wolo Czawienko, violinista
- Richard Lund – Conde Orsky, terrateniente
- Jenny Tschernichin-Larsson – Madrastra de Anjuta
- Carl Johannesson – Maestro de ballet
- Thure Holm – Público en la actuación de violín de Wolo
- Albert Ståhl – Público en la actuación de violín de Wolo

## Restauración
Durante mucho tiempo se consideró que la película estaba perdida, pero en 1995 se encontró una copia incompleta de la película en Zaragoza, España. La película fue restaurada y reconstruida utilizando fotografías y cajas de derechos de autor. 
En 2015, se encontró otro fragmento de la película en las colecciones de la Filmoteca Española, en Madrid, que tiene su origen en la misma copia original de nitrato española. Este segundo fragmento contiene escenas en las que aparece Jenny Hasselquist como bailarina.
Por tanto, entre los dos fragmentos, se conserva algo más de la mitad de la película original. 
Con estos dos fragmentos, el Instituto Sueco del Cine llevó a cabo una nueva restauración digital en 2016. En esta restauración se escanearon todas las secciones conservadas, tras lo cual la película se reconstruyó utilizando cajas de derechos de autor de la Biblioteca del Congreso en Washington. Los intertítulos en sueco se han recreado a partir de los textos originales, con el diseño de los fragmentos de la copia de nitrato española como referencia. Además, se han insertado fotografías de producción procedentes de las colecciones del Instituto Sueco del Cine y textos explicativos de nueva creación para aclarar algunos aspectos de la película.